# Can Vendrell (Subirats)
Can Vendrell, o Can Vendrell de la Codina, és una masia eclèctica de Subirats (Alt Penedès) protegida com a Bé Cultural d'Interès Local. És la seu del celler Albet i Noya, on s'elaboren vins i caves.

## Descripció
Hi ha dues masies i un celler. L'antiga, documentada ja al segle xvi com a propietat de Jaume Raventós de la Codina, està composta de planta baixa i pis, amb coberta a dues aigües i arc ogival a l'interior. La masia nova, al costat de la vella, de 1871, és de planta quadrangular, composta de planta baixa i dos pisos, la façana principal té una composició simètrica, amb balcons a les plantes superiors i coberta a dues aigües. Té una torre coronada amb una balustrada. Té una baluard a l'entrada, datat el 1872. Hi ha també un colomar a l'interior del pati de planta circular i coberta cònica amb vidriat.
La finca disposa de 70 ha de vinya cultivada ecològicament.

## Història
L'origen de la masia seria medieval però va ser totalment refeta l'any 1852; l'edifici annex és del 1871; i el baluard, del 1872.
Amb quatre generacions de tradició vitivinícola, van ser els primers elaboradors de vi i cava ecològic d'Espanya, el 1980.